# La Charge de la brigade légère (film, 1968)
Pour les articles homonymes, voir La Charge de la brigade légère.
Pour plus de détails, voir Fiche technique et Distribution.
La Charge de la brigade légère (titre original : The Charge of the Light Brigade) est un film britannique réalisé par Tony Richardson, sorti en 1968.

## Synopsis
Octobre 1854, au cours de la guerre de Crimée, l'Angleterre et la France combattent avec l'Empire ottoman l'expansion russe vers les mers chaudes. Au sein du 11e régiment de hussards une rivalité s'installe entre les officiers supérieurs le colonel Cardigan, chef de la Brigade légère et son beau-frère Lord Lucan. Sur le terrain, l'incompétence des militaires va se manifester dramatiquement. Le capitaine Nolan précipite la catastrophe. Des intermèdes inspirés de la forme caricaturale de l'époque ponctuent le film ainsi que des répliques à l'humour bien britannique.
La partie historique du film s'appuie en grande partie sur l'ouvrage The Reason Why de l'historienne anglaise Cecil Woodham-Smith.

## Contexte historique
Pendant la guerre de Crimée, une brigade de cavalerie britannique reçut l'ordre insensé d'attaquer de front une série de batteries d'artillerie russe et en sortit décimée. Cet événement fut étudié dans les écoles militaires d'Europe comme le contre-exemple à ne pas suivre : un ordre imprécis, une hiérarchie confuse (on est entre Lords !), la morgue toute britannique qui n'a que mépris pour ses alliés français et ses ennemis russes : toutes ces fautes accumulées conduisent au désastre.
Ce massacre met à nu la faiblesse de l'armée de terre du Royaume-Uni qui est plus spécialisée dans les guerres coloniales et qui privilégie la marine, la première du monde. Ces défauts perdureront jusqu'à la guerre des Boers (1899/1901).

## Fiche technique
- Titre : La Charge de la brigade légère
- Titre original : The Charge of the Light Brigade
- Réalisation : Tony Richardson
- Scénario : Charles Wood[2]
- Producteur : Neil Hartley
- Musique : John Addison
- Photographie : David Watkin
- Société de production : Woodfall Film Productions
- Société de distribution : United Artists
- Pays d'origine :  Royaume-Uni
- Format : Couleurs - 2,20:1
- Genre : Film dramatique, film de guerre
- Durée : 139 minutes
- Date de sortie : 1968
- Affiche : Raymond Elseviers (Belgique)

## Distribution
- Trevor Howard : Lord Cardigan
- Vanessa Redgrave : Mme Clarissa Morris
- John Gielgud : Lord Raglan
- Harry Andrews : Lord Lucan
- Jill Bennett : Mme Fanny Duberly
- David Hemmings : Capitaine Louis Edward Nolan
- Ben Aris : Capitaine Fitz Maxse
- Mickey Baker : Soldat Metcalfe
- Georges Douking : Maréchal de Saint-Arnaud
- John Hallam : Officier
- Norman Rossington : S.M. Corbett
- T.P. McKenna : William Russel
- Donald Wolfit : Macbeth, au théâtre
- Peter Bowles : Capitaine Henry Duberly
- Howard Marion-Crawford : Lieutenant-général Sir George Brown

Et, parmi les acteurs non crédités :
- Laurence Harvey : Prince russe
- Joely Richardson : Extra
- Natasha Richardson : Fille